# 马尔通
马尔通（法語：Marthon，法語發音：[maʁtɔ̃]）是法国夏朗德省的一个市镇，位于该省东部，属于昂古莱姆区。

## 地理
马尔通（45°36'43"N, 0°26'40"E）面积12.82 平方千米，位于法国新阿基坦大区夏朗德省，该省份为法国西部内陆省份，北起德塞夫勒省和维埃纳省，东临上维埃纳省，东南至多尔多涅省，南至多爾多涅省，西接滨海夏朗德省。
与马尔通接壤的市镇（或旧市镇、城区）包括：弗亚德、格拉萨克、蒙布龙、圣日耳曼德蒙布龙、武通。

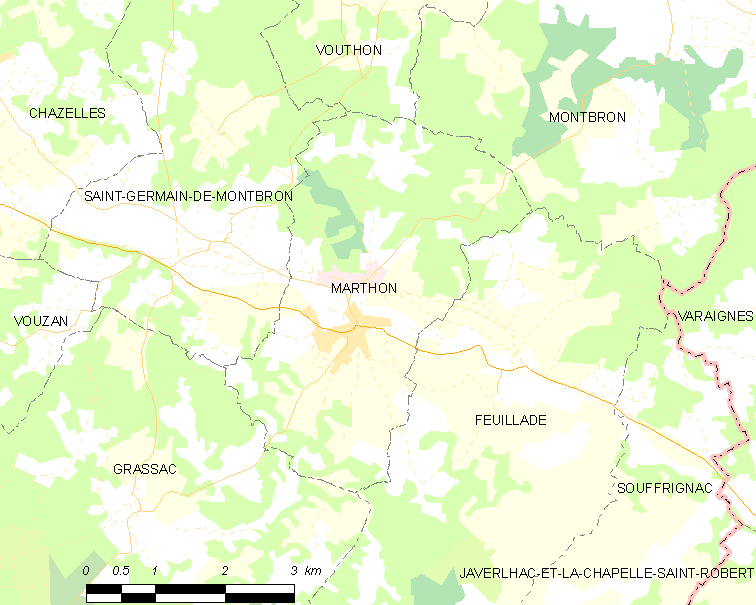
马尔通的OSM定位图

马尔通的时区为UTC+01:00、UTC+02:00（夏令时）。

## 行政
马尔通的邮政编码为16380，INSEE市镇编码为16211。

## 政治
马尔通所属的省级选区为塔杜瓦尔河谷县。

## 人口

1962-2008年间马尔通人口变化图示

马尔通于2022年1月1日时的人口数量为547人。

## 交通
夏朗德省省道D4线、D16线、D33线和D111线经过境内。